# Supertaça Cândido de Oliveira 2015
La Supertaça Cândido de Oliveira 2015 è stata la 38ª edizione di tale competizione, la 15ª a finale unica. Si è disputata il 9 agosto 2015 allo Estádio Algarve di Faro. La sfida ha visto contrapposte il Benfica, vincitore della Primeira Liga 2014-2015 nonché detentore del trofeo, e lo Sporting Lisbona, vincitore della Taça de Portugal 2014-2015.
A vincere il trofeo è stato lo Sporting Lisbona, che si è imposto per 1-0 grazie ad una rete di Teófilo Gutiérrez. La squadra di Jorge Jesus è tornata a vincere la Supertaça Cândido de Oliveira dopo sette anni.

## Tabellino
| Arbitro: | Manuel de Sousa (Porto) |

|  |           |         |
|  | Marcatori | 53’ Teo |

| Benfica | Sporting CP |

### Formazioni
| Benfica     |    |                        |     |     |
|             |    |                        |     |     |
| P           | 12 | Júlio César            |     |     |
| D           | 50 | Nélson Semedo          |     |     |
| D           | 33 | Jardel                 |     |     |
| D           | 2  | Lisandro               |     |     |
| D           | 28 | Sílvio                 | 39’ |     |
| C           | 15 | Ola John               |     | 81’ |
| C           | 7  | Andreas Samarīs        |     | 78’ |
| C           | 5  | Ljubomir Fejsa         | 50’ |     |
| C           | 10 | Nicolás Gaitán         |     |     |
| A           | 30 | Talisca                |     | 56’ |
| A           | 17 | Jonas                  | 60’ |     |
| Panchina:   |    |                        |     |     |
| P           | 1  | Ederson Moraes         |     |     |
| D           | 19 | Eliseu                 |     |     |
| C           | 5  | Pizzi                  |     | 56’ |
| C           | 34 | André Almeida          |     |     |
| A           | 20 | Gonçalo Guedes         |     | 81’ |
| A           | 25 | Jonathan Rodríguez     |     |     |
| A           | 11 | Konstantinos Mitroglou |     | 72’ |
| Allenatore: |    |                        |     |     |
| Rui Vitória |    |                        |     |     |

| Sporting Lisbona |    |                   |     |       |
|                  |    |                   |     |       |
| P                | 1  | Rui Patrício      |     |       |
| D                | 21 | João Pereira      | 58’ |       |
| D                | 15 | Paulo Oliveira    |     |       |
| D                | 44 | Naldo             |     |       |
| D                | 4  | Jefferson         |     |       |
| C                | 18 | André Carrillo    | 62’ | 90+4’ |
| C                | 23 | Adrien Silva (c)  | 56’ |       |
| C                | 17 | João Mário        | 57’ |       |
| C                | 20 | Bryan Ruiz        |     | 57’   |
| A                | 19 | Teófilo Gutiérrez |     | 78’   |
| A                | 9  | Islam Slimani     | 14’ |       |
| Panchina:        |    |                   |     |       |
| P                | 22 | Marcelo Boeck     |     |       |
| D                | 35 | Rúben Semedo      |     | 85’   |
| D                | 3  | Jonathan Silva    |     |       |
| D                | 55 | Tobias Figueiredo |     |       |
| A                | 36 | Carlos Mané       |     | 70’   |
| A                | 10 | Fredy Montero     |     |       |
| A                | 60 | Gelson Martins    |     | 90+4’ |
| Allenatore:      |    |                   |     |       |
| Jorge Jesus      |    |                   |     |       |